# One Clear Call
One Clear Call is een Amerikaanse dramafilm uit 1922 onder regie van John M. Stahl. Destijds werd de film in Nederland uitgebracht onder de titel Zijn laatste levensdagen.

## Verhaal
De verbitterde verschoppeling Henry Garnett heeft een eethuis van bedenkelijk allooi op het platteland van Alabama. Als enkele leden van de Ku Klux Klan hem op een nacht willen ophangen, moet zijn jeugdvriend Alan Hamilton tussenbeide komen. Alan is intussen arts geworden en hij ontdekt dat Henry ongeneeslijk ziek is. Hij geeft zijn vriendin Faith daarom de opdracht om zo snel mogelijk de vermiste vrouw van Henry op te sporen. Zij blijkt zelf die vrouw te zijn.

## Rolverdeling
| Acteur            | Personage            |
| ----------------- | -------------------- |
| Milton Sills      | Dr. Alan Hamilton    |
| Claire Windsor    | Faith                |
| Henry B. Walthall | Henry Garnett        |
| Irene Rich        | Maggie Thornton      |
| Stanley Goethals  | Sonny Thornton       |
| William Marion    | Tom Thornton         |
| Joseph J. Dowling | Kolonel Garnett      |
| Edith Murgatroyd  | Moeder Garnett       |
| Doris Pawn        | Phyllis Howard       |
| Donald MacDonald  | Dokter Bailey        |
| Shannon Day       | Dochter van Jim Ware |
| Annette DeFoe     | Yetta                |
| Fred Kelsey       | Starnes              |
| Albert MacQuarrie | Jim Holbrook         |
| Nick Cogley       | Toby                 |